# 萊辛巴赫瀑布 (新福爾摩斯)
〈萊辛巴赫瀑布〉（英語：The Reichenbach Fall）是英國廣播公司（BBC）推出的英國電視劇《新福爾摩斯》第2季的第3集兼季終集，於2012年1月12日透過BBC One和BBC HD首播；該集由史蒂芬·湯普森編劇，並由托比·海因斯執導。劇中的部分劇情改編自由柯南·道爾撰寫的福爾摩斯小說《最後一案》（1893年）等，講述犯罪天才莫里亞蒂決心擊垮，讓後者身敗名裂。
除了飾演福爾摩斯與約翰·華生的班奈狄克·康柏拜區及馬丁·費里曼外，飾演反派莫里亞蒂的安德魯·斯科特也是該集的主角。〈萊辛巴赫墜落〉在播出後收穫不錯的評價，且播出當晚共有790萬人收看，收視率佔30%。評論家多稱讚演員的表現及劇情，但也有部分評論家批評該集有些冗長。此外，該集的結局也引起了不少的話題。

## 劇情
自巴斯克維爾獵犬案結束後，和華生屢破奇案，且找回了失蹤多時的名畫《萊辛巴赫瀑布》（The Reichenbach Fall），兩人頓時成為倫敦以至整個英國的知名人物，媒體也爭相報導他們的事跡。然而，華生對於媒體無孔不入的報導感到相當煩擾，故請福爾摩斯行事低調一點，但後者沒有答應。與此同時，福爾摩斯的宿敵莫里亞蒂也展開其犯罪計劃，他在倫敦塔中透過智慧型手機的應用程式攻破倫敦塔的保全系統，隨後又以同樣的方式開啟英格蘭銀行的和本頓維爾監獄的牢房。接著莫里亞蒂在展示櫃的強化玻璃上寫下“GET SHERLOCK”兩個字讓監視器拍到後，便利用鑽石搭配其他工具擊碎之，並竊取裡面正在展覽的皇冠和權杖，但他在得手後卻沒有選擇逃脫，而是堂而皇之的等待警察將他逮捕。
不久後，莫里亞蒂被提訴，福爾摩斯則因莫里亞蒂的文字提到他而被傳召為證人作供。在上庭前，福爾摩斯遇到一名自稱為凱蒂·萊莉（Kitty Riley）的狂熱女粉絲，福爾摩斯一語道破她真正的身份是名潦倒的記者，並告訴她別想在自己身上取得任何的資訊。在和萊莉針鋒相對後，福爾摩斯隨之上庭作證，他指莫里亞蒂的職業是「咨詢罪犯」，即替他人想出犯罪計劃後收取報酬的工作。之後，福爾摩斯又形容莫里亞蒂是如何管理其犯罪組織，莫里亞蒂也點頭承認。雖然如此，被莫里亞蒂暗中恐嚇的眾陪審團成員最後通過一致決議，認定莫里亞蒂的多項盜竊罪名不成立。被判無罪釋放的莫里亞蒂隨即到訪貝克街221B號。莫里亞蒂告訴福爾摩斯自己逃出法網的方法，又宣稱要讓他墮落。此後，莫里亞蒂就消失於人們的視野。兩個月後，福爾摩斯的兄長邁克羅夫特與華生在第歐根尼俱樂部會見，前者指最近數名職業殺手忽然搬入貝克街，他相信這些殺手會對福爾摩斯不利。因此，邁克羅夫特請華生保護其弟。
回家後，倫敦警察得知英國駐美大使一對年幼的子女被綁架，雷斯垂德探長邀請福爾摩斯和華生參與調查。憑著出色的觀察能力和對倫敦的了解，福爾摩斯不久後就找回了那對姐弟。之後，他在警局想對女孩問話，但她在看到福爾摩斯後竟害怕得大叫起來。福爾摩斯隨之離開，並獨自坐上一輛。車上的電視最初播著廣告，之後，畫面轉為莫里亞蒂在講故事，內容大意為某有能之士向旁人誇耀自己做了很多了不起的事情，但旁人卻懷疑這些事情是此一有能之士在自導自演的。直到這時，福爾摩斯才知道自己中了莫里亞蒂的陷阱。他驚慌的下車後發現計程車駕駛就是莫里亞蒂，莫里亞蒂隨後帶著戲謔的笑容駛離，福爾摩斯想追上去但後方另一輛車差點撞上他，此時，一名男子救了他，但這男子在福爾摩斯要與之握手道謝時就被人狙殺。華生即後趕來，他告訴福爾摩斯死者是居住在他們家附近的其中一名殺手。福爾摩斯聞之，認為殺手們不是來要他的命，而是來保護他的，但原因不知。
與此同時，向來和福爾摩斯不合的警長薩利·唐納文（Sally Donovan）認為福爾摩斯從極少的已知線索就能推出整個案情很不合理，再加上那名小女孩見到福爾摩斯就害怕的大叫，便開始懷疑綁架案是福爾摩斯自導自演的，目的是為了展現自己的才幹。不久後，總警司下令逮捕福爾摩斯。福爾摩斯決定逃走，於是在被帶上警車前搶了一名員警的配槍並以華生作為「人質」逃跑。兩人在逃跑的過程中發現被一名殺手跟蹤，福爾摩斯便假裝要讓路過的巴士撞，好讓殺手為了救他而現身，接著在與那名殺手對話後兩人得知，莫里亞蒂在上次造訪貝克街221B號時，就已經將能破解一切的應用程式與密碼放在公寓的某處，而該殺手隨後又遭人開槍射殺。福爾摩斯推斷出莫里亞蒂在倫敦塔上寫"GET SHERLOCK"，也是在放消息告訴黑道們東西在福爾摩斯這裡，讓他們來搶奪，而那些殺手就是各路人馬派來伺機奪取的，而當其中一個殺手與福爾摩斯有實際接觸，其他人為避免該殺手成功從福爾摩斯那取得應用程式和密碼，就會先將其殺害，此外，這麼做也能誤導社會大眾和警方，讓他們認為福爾摩斯和黑社會有掛勾。福爾摩斯相信女記者萊莉和莫里亞蒂是一黨的，便帶著華生潛入女記者萊莉的家中。果然，莫里亞蒂隨後來到，他卻自稱為理查·布魯克（Richard Brook），是名演員，而且有報導為證。之後，他又指是被福爾摩斯聘用來飾演莫里亞蒂。換言之，莫里亞蒂根本不存在，之前的盜竊和綁架案也是福爾摩斯編排的。原來，這是莫里亞蒂悉心的安排，他使用了布魯克的假身份，又故意親近萊莉，以散布謠言。這樣，就能借萊莉的報導重創福爾摩斯的聲譽。福爾摩斯深感氣憤，但他想到還有一件很重要的事要辦，於是獨自前往尋求友人茉莉的協助。
接著，華生跑去找邁克羅夫特，因為他發現記者萊莉的報導除了莫里亞蒂是被僱用的外，其他內容的準確度高得不尋常，而且很多都是只有福爾摩斯最親近的人才知道的——華生本人以及福爾摩斯的哥哥邁克羅夫特。於是邁克羅夫特告訴華生，政府為取得莫里亞蒂的應用程式與相關資訊而刑求逼供他數日，但他始終一個字都沒說，後來他表示只願以福爾摩斯的情報作為交換資訊的唯一條件，邁克羅夫特迫於無奈只好同意這個他，殊不知邁克羅夫特提供的所有情報都被莫里亞蒂作爆料用，而包裹在眾多真相中的唯一謊言「福爾摩斯是自導自演的」也就理所當然的被讀者們所接受。
翌日，福爾摩斯相約莫里亞蒂到聖巴塞洛繆醫院樓頂，說有一件很重要的東西要還給他。來到天台後，福爾摩斯在與莫里亞蒂的對談中先點出莫里亞蒂的化名理查•布魯克，其德文是萊辛巴赫，亦即福爾摩斯最著名的案子，接著又道出莫里亞蒂放出消息說程式碼交給福爾摩斯了，但那並不是真的藏在公寓，而是他上次造訪時用手指打節拍，將二進位的字串暗示給福爾摩斯的，而殺手們之所以要保護福爾摩斯，就是因為程式碼記在他的腦海裡，如果他死了就沒人拿得到了。接著，福爾摩斯說現在他知道程式碼了，他就有辦法摧毀莫里亞蒂的假身份並讓世人知道他的真實樣貌，但莫里亞蒂卻說福爾摩斯令他失望，因為那些根本就不是程式碼，只是他隨巴哈第一號協奏曲的旋律隨意敲打出的一串無意義的數字（莫里亞蒂到貝克街221B號時福爾摩斯正用小提琴拉巴哈的曲子），他隨後告訴福爾摩斯他開啟銀行、監獄和倫敦塔的保安系統的方法其實非常簡單，就是找人當內應，而應用程式和密碼自始就根本不存在。同時，他又威脅福爾摩斯自盡，否則華生、房東太太哈德遜太太和雷斯垂德探長也會死於非命。而為了迫使福爾摩斯了結生命，莫里亞蒂竟先飲彈自盡，如此一來福爾摩斯就無任何的選擇。此時，華生趕來巴茲醫院，親眼目睹福爾摩斯跳樓而死。然後，他被一輛快速駛過的單車撞至昏倒。醒來後，華生看到福爾摩斯的屍體。一段日子後，華生和哈德遜太太去弔念福爾摩斯。鏡頭帶往墳地的遠處，仍活著的福爾摩斯站在樹下悄悄地觀察兩人。

## 製作

### 編劇
〈萊辛巴赫墜落〉由托比·海因斯執導，史蒂芬·湯普森編劇。為了呼應前集並為下一季埋下伏筆，湯普森在為該集編劇時試圖平行兩者。故此，他一方面寫出了莫里亞蒂令福爾摩斯身敗名裂的劇情，就是回應前集莫里亞蒂立下的目標﹔另一方面又埋下福爾摩斯假死的伏筆。莫法特在訪問中解釋該集的主題是莫里亞蒂證明了福爾摩斯成為了個英雄，令後者「明白到自己在這個世界的使命」。對於福爾摩斯的假死，莫法特指這是劇組在衡量劇情後作出的安排，他們認為福爾摩斯和華生在六集過後已有許多的經歷。故此，是時候使福爾摩斯面臨死亡，以讓兩人患難與共。為了構思福爾摩斯詐死的手法，馬克·加蒂斯找上了心靈魔術師戴倫·布朗的團隊:201。在原劇本當中，福爾摩斯闖進了當時未完工的倫敦第一高樓碎片大廈，跳下來讓眾人以為他死了，但考量到通行及拍攝的問題，劇組最後決定將背景改成聖巴多羅買醫院:201-202。

### 拍攝
劇組於2011年7月在英國卡迪夫和倫敦拍攝該集，取景地點包含奧卑利中央刑事法院、威爾士的紐波特聖烏拉斯公墓（St Woolos Cemetery）及卡迪夫灣。該集由法比安·瓦格納掌鏡:314。劇組原先打算在直接在倫敦塔拍攝莫里亞蒂闖入倫敦塔的橋段，但在開拍的前2個星期，劇組被告知他們不能在倫敦塔拍攝。依據法規，劇組不能拍出英國女王財產被盜的劇情。最後，該橋段只能在卡地夫城堡拍攝:192。劇中綁架案的事發地點在威爾士新港的特雷迪加宅第取景，而華生和邁克羅夫特會談的地點第歐根尼俱樂部則在倫敦卡爾頓府聯排的英國國家學術院拍攝。為了拍攝〈萊辛巴赫墜落〉，劇組實際做出了片中所有的東西，如報紙、載玻片及理查·布魯克的身分證明等等:211。
福爾摩斯墜樓的巴茲醫院於同樣位在倫敦的聖巴多羅買醫院取景。飾演福爾摩斯的班尼狄·甘巴貝治並沒有使用替身。為降低拍攝難度，甘巴貝治並不是由高處直接向下跳落，而是從4樓的屋頂跳到另一個較低的屋頂，再在這兒吊著鋼絲下墜70英尺（21），掉到地面的氣墊上。然後劇組人員通過電腦技術切換到他在空中高速墜下，以使觀眾在畫面中看到福爾摩斯真的從高處墜下。該集的剪輯工作由提姆·波特負責:190。
主創馬克·加蒂斯的合作夥伴伊恩·哈拉德在莫里亞蒂受審的場景中客串飾演一名律師。曾飾演過福爾摩斯的演員道格拉斯·威爾麥在劇中客串飾演一名第歐根尼俱樂部會員:211。導演托比·海因斯表示，「在拍沒有對白的連續鏡頭時，我會播放音樂來幫助演員進入情況」。莫里亞蒂在闖入倫敦塔時所聽的音樂是焦阿基諾·羅西尼的《喜鵲賊》。海因斯說，「我們想到用羅西尼的《喜鵲賊》配上莫里亞蒂的大買賣，[...]那首曲子似乎正好適合這場搶劫」:194。

## 出典與設計
〈萊辛巴赫墜落〉的英文劇名源於原著《最後一案》（1893年）中福爾摩斯和莫里亞蒂一同墜瀑布而死的地點萊辛巴赫瀑布（The Reichenbach Fall）。同時，該劇名中的德語「Reichenbach」翻譯成英文後可組出「Rich Brook」，如此一來劇名又有「理查·布魯克的墜落（Fall）」的意思，即布魯克（莫里亞蒂）設法令福爾摩斯名譽掃地。此外，劇中的部份對白也是取材於《最後一案》，比如在庭上福爾摩斯形容莫里亞蒂「像一隻蜘蛛蟄伏於蛛網中心，安然不動，可是他對其中每一絲的震顫都瞭若指掌」，正是小說中福爾摩斯對其敵人的描述。在福爾摩斯死後，華生在他的墳前表示：「你是最好的人，是我所知道最富人性的人」是改編自原著華生稱福爾摩斯為「我所知道中最好的人，最明智的人」。莫里亞蒂對福爾摩斯說「你需要我，不然你什麼都不是」源於《營造商探案》（1903年），而莫里亞蒂在巴茲醫院樓頂對福爾摩斯說「你總是站在正義那方」則是出自於《空屋》中華生之口。
在劇情方面，《最後一案》也是主要的來源，如莫里亞蒂到貝克街221B號與福爾摩斯談話。在小說中，莫里亞蒂警告福爾摩斯不要再破壞其犯罪計劃，否則他將不會客氣；在劇中，則改為莫里亞蒂揚言要讓福爾摩斯身敗名裂。另外，在小說和劇集中，福爾摩斯也在死前留下遺言給華生，前者通過書信，後者則是手機。劇中的綁架案參考自《修院學校探案》（1903年）；福爾摩斯從萊莉手腕的特徵知道她的真正身份則是來自《身分之謎》（1892年）。此外，莫里亞蒂受審的場景是向貝錫·羅斯本的第二部福爾摩斯電影《福爾摩斯探險記》（1939年）致敬:192，而莫里亞蒂來訪貝克街221B號的橋段則是向1899年戲劇《夏洛克·福爾摩斯》及電影《綠衣女子》（1945年）致敬。

## 播出與家庭媒體
〈萊辛巴赫墜落〉於2012年1月15日在BBC One和BBC HD首播。英國電影分級委員會（BBFC）把該集分為12級，理由為劇中含有「中度的暴力及血腥鏡頭」。播出當晚共有790萬人從這兩種管道觀看該節目，收視率佔30%。最終，該集的收視人次達到了978萬:314。截至2012年5月，約有190萬人從BBC iPlayer下載該集，讓該集名列該平台2012年下載量的第2名。〈萊辛巴赫墜落〉收錄在於2012年1月23日推出的《新世紀福爾摩斯》第2季DVD及藍光光碟中。

## 反響

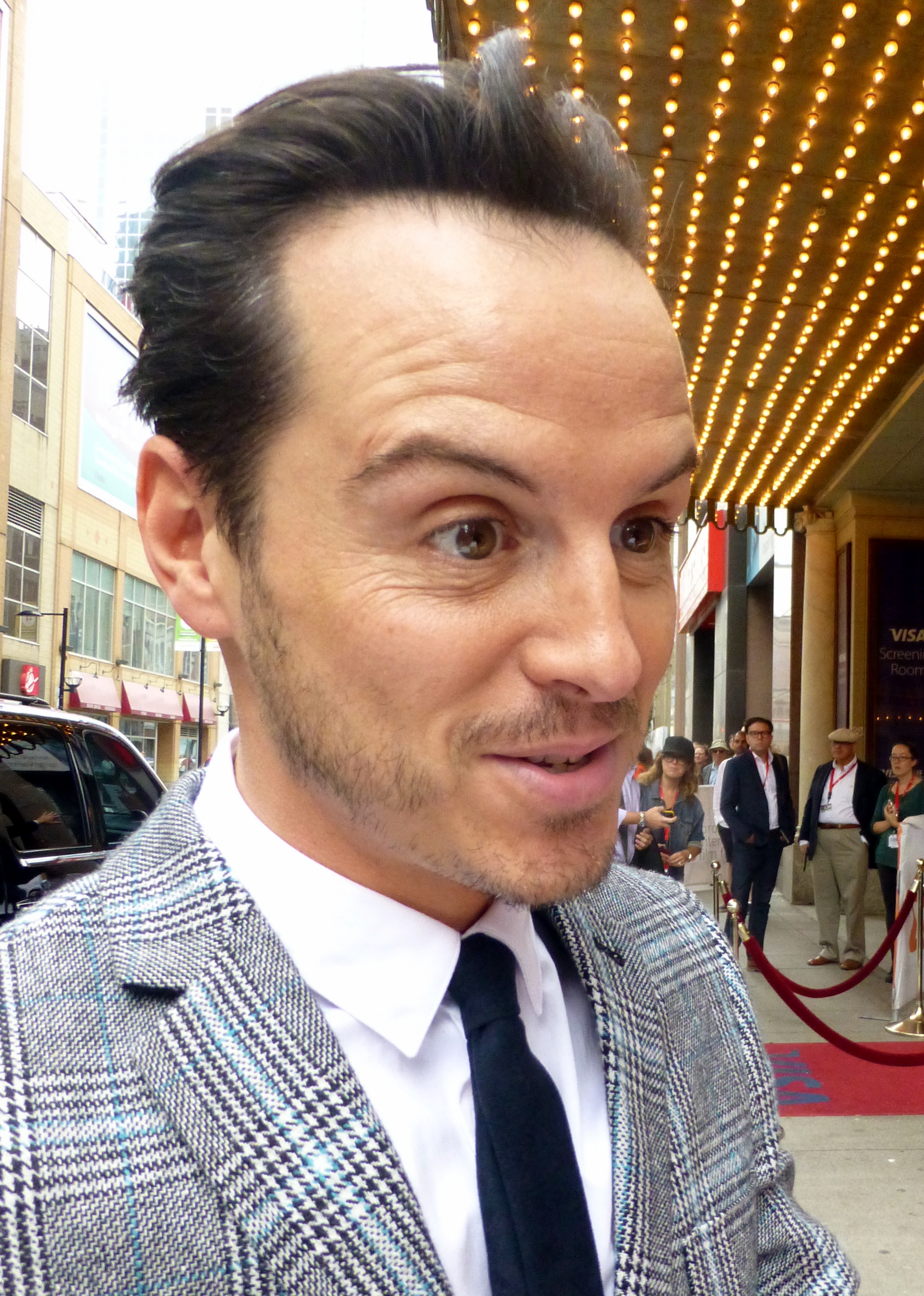
演員安德魯·史考特飾演吉姆·莫里亞蒂的表現廣受讚譽

評論家給予該集的評價多為正面。IGN的克里斯·提利（Chris Tilly）給予〈萊辛巴赫墜落〉10分滿分，稱讚結局充滿機智的對話和大膽的策劃，為《新世紀福爾摩斯》整套電視劇錦上添花。《影音俱樂部》的梅雷迪思·布萊克（Meredith Blake）給出了「A-」的評價，並對劇中演員的表現予以讚賞，但批評劇中的部分手法。TV Fanatic的評論家保羅J（PaulJ）打下五星滿分，並稱讚了安德魯·斯科特的演出。《衛報》的評論家山姆·沃拉斯頓（Sam Wollaston）稱讚斯蒂芬·湯普森忠於原著《最後一案》的同時又能把劇集現代化，而且兩者不失和諧。同時，他亦認為湯普森費了不少的功夫在福爾摩斯和莫亞里蒂的關係上，使該集成為最有人性的一集。《每日電訊報》的莎拉·克朗普頓（Sarah Crompton）給出了4顆星（滿分5顆）的評價，認為該集的台詞寫得不錯，也有令人毛骨悚然的情節，但美中不足的是劇集還是有點冗長。對於結局留下的懸念，《獨立報》的湯姆·薩特克利夫深表佩服，他寫道莫法特和他的製作團隊使觀眾對下季無比期待，並笑言若他們無法解釋福爾摩斯怎樣逃過一劫，觀眾恐怕不會罷休。
另外，該集的結局也引起了不少的話題。當中，除了福爾摩斯如何在眾人們面前佯死外，還有莫亞里蒂為何要自殺、他是否真的死了以及福爾摩斯之後會如何替自己正名。在眾多的問題中，觀眾和傳媒還是把焦點集中在福爾摩斯怎麼瞞天過海。有的觀眾認為是福爾摩斯帶了面具，有的則覺得是片尾出現的卡車起了作用，也有的提到華生被撞至昏倒是關鍵或是茉莉暗中相助。其它的意見還包括華生和路人看到的屍首只不過是假人，甚至也有人認為福爾摩斯的手法與上一集反派所使用的迷幻劑有關。莫法特表示他在網上看了一下這些觀點，稱這些觀點不正確，大家仍錯過了一個線索。他指出，其中一個重要線索就是「福爾摩斯做了一件與他個性相悖的事」。

## 外部連結
- 在BBC Online了解《The Reichenbach Fall》
- 互联网电影数据库上The Reichenbach Fall的资料（英文）